# Bouhey
Bouhey é uma comuna francesa na região administrativa da Borgonha-Franco-Condado, no departamento de Côte-d'Or. Estende-se por uma área de 7,33 km². Em 2010 a comuna tinha 41 habitantes (densidade: 5,6 hab./km²).